# Katarzyna Połeć
Katarzyna Połeć est une joueuse polonaise de volley-ball, née le 13 février 1989 à Ustka. Elle mesure 1,91 m et joue au poste de centrale. 

## Clubs
| Club                     | De        | À         |
| ------------------------ | --------- | --------- |
| Czarni Słupsk            |           | 2010-2011 |
| Eliteski AZS UEK         | 2011-2012 | 2012-2013 |
| Pałac Bydgoszcz          | 2013-2014 | 2013-2014 |
| LTS Legionovia Legionowo | 2014-2015 | 2016-2017 |
| Wisła Varsovie           | 2017-2018 | 2019-2020 |
| KPS Chemik Police        | jan 2020  | …         |

## Palmarès
- Championnat de Pologne
  - Vainqueur : 2020.
- Coupe de Pologne
  - Vainqueur : 2020.